# 이경여 (1591년)
이경여(李慶餘, 1591년/1579년 - 1636년 7월 14일)는 조선시대 후기의 무신, 군인이다. 본관은 우계(羽溪)이고 자(字)는 대유(大有)이다. 전라도병마절도사 이복남의 아들이고, 임진왜란 당시 일본에 포로로 끌려간 이경보(李慶寶)의 형제이다. 인조반정에 참여한 공로로 1625년 정사원종공신3등(靖社原從功臣三等)에 책록되었다.
보인(保人) 신분으로 1613년(광해군 5년) 증광무과(增廣武科)에 장원(壯元)으로 급제하여 선전관, 판관, 비변사 낭청, 부사용 등을 역임했다. 1623년(광해군 15년) 3월 수문장으로 당일 숙직으로 있던 중 인조반정에 참여했다. 1623년(인조 1) 5월 제주판관으로 부임했다가 1년만에 면직되었고 1625년에는 정사원종공신 3등에 녹선되었다. 이후 부사과를 거쳐 1627년 전라좌도수군절도사에 이르러 파직되었다가 부호군, 선전관 등을 거쳐 1631년(인조 9) 공청수사로 부임하였다. 
공청도 수사 재직 시, 근무 중 음주와 남형, 전선 방납 방해 등의 이유로 사간원의 탄핵을 받고 파직되었다가 복직했다. 대구영장을 거쳐 가선대부 전라좌도수군절도사에 이르렀다.

## 생애

### 출생과 가계
경기도 광주군 언주면 내곡리(현, 서울특별시 서초구 내곡동)에서 태어났으며, 이광식(李光軾)의 4대손으로 증조부는 임진왜란 때 선조를 의주까지 호종한 지중추부사 이전이고 할아버지는 이준헌이며 전라도병마절도사 충장공 이복남(李福男)의 아들이다. 어머니는 청주한씨(淸州韓氏)로 한치형의 종증손으로, 증 의정부좌참찬 겸 지의금부사(議政府左參贊兼知義禁府事)에 추증된 한곤(韓心+困)의 딸이다. 강암 한덕원(江岩 韓德遠)은 그의 외삼촌이다. 그의 출생년도는 정확하지 않아 1591년생 설과 1590년 이전설이 있는데 족보에 의하면 그가 임진왜란 때 8세의 나이로 고니시 유키나카(小西行長)에게 일본으로 끌려간 이경보(李慶寶)의 형으로 되어 있어 1591년생 생을 취하면 앞뒤가 안 맞는다. 생일은 기록이 사라져서 미상이다. 그가 태어날 당시 증조부인 이전(李晉+戈)이 아직 살아 있었고, 현역 무관 신분이었다.
어머니는 한곤의 딸로, 그가 무과에 급제하는 1613년(광해군 5년) 무렵까지 생존해 있었다. 형제로는 이경수, 이경보와 경주최씨(慶州崔氏) 문과 최시환(崔時煥)에게 출가한 누이 등이 있었다. 동생 이경수(李慶受)는 충주 탄금대 전투에서 순절했으며 자녀가 없었던 친숙부 남도우후 이인남(李仁男)의 사후 양자로 갔다. 1613년 응시한 그의 무과방목 기록에는 형제자매 기록에 동생 이경수의 이름만 실렸다.
1592년 4월 임진왜란 당시 그의 삼촌 이덕남은 김화현감으로 올라오는 일본군을 상대하다가 전사했고, 다른 삼촌 이인남과 두명의 종조부 이경헌, 이승헌과 함께 신립, 김여물의 휘하에서 충주 탄금대에서 전사하였다. 큰아버지 이귀남은 43세에 사망했는데, 이귀남의 아들이자 사촌형제간인 이경후(李慶厚)는 통덕랑을 지냈다.
임진왜란 당시 어머니 청주한씨를 따라 평안도 영변으로 피신하였다가, 전란이 끝나고 한참 후에 경기도 광주 언주로 되돌아왔다.

### 초기 활동
보인(保人)신분으로 1614년(광해군 4년) 5월 왕세자가 명나라로부터 면복(冕服)을 하사받은 경사로 실시된 특별 시험에 합격하여, 바로 직부(直赴)의 자격을 받았다. 그해 1월 조선 조정은 명나라에 세자의 면복을 내려줄 것을 주청, 승락받고 바로 세자 지에게 면복을 내린 일로 특별히 시험이 실시되었다.
1613년(광해군 5년) 10월 10일 증광무과(增廣武科)에 갑과(甲科) 장원(壯元)으로 급제, 선전관, 판관(判官) 등을 지냈다. 1614년(광해군 6) 6월 27일 종성판관에 임명되어 도임하였으나, 그해 11월 순무어사의 계로 파직되었다. 종성군여지도읍지에는 그가 어사의 탄핵을 받고 파직된 사실까지 기록되었으나, 어떤 이유로 파직되었는지는 정확하게 나타나있지 않다. 이후 비변사 낭청이 되었다.
1617년(광해군 9) 3월 부사용(副司勇)으로 비변사 낭청이 되었다. 그러나 그는 서용의 명령을 받지 못해 무겸선전관(武兼宣傳官) 안응하(安應河)가 그를 대리하였다. 3월 7일 비변사 무낭청(武郞廳)에 추천된 변유헌(卞有憲)이 상중(喪中)이라 그가 비변사 무낭청에 임명되었다. 그가 임명이 부당하다며 양사가 계속 반대하였다. 1617년(광해군 9년) 3월 21일 근무 중 비변사 당상에게 대들었다는 것과 직무태만을 이유로 사헌부의 탄핵을 받고, 다시 파직되었다. 3월 25일 파직된 그를 대신하여 무신겸선전관(武臣兼宣傳官) 안응하(安應下)가 비변사 무낭청을 대신하였다. 1617년(광해군 9) 비변사 무낭청(武郞廳 )에 천망된 변유헌(卞有憲)이 상중(喪中)에 있어 부임하지 못하자, 그가 대신 임명되었.
1617년(광해군 10년) 10월부터 1618년 인목대비 폐비 논의 및 서궁(덕수궁) 유폐에 조정 문무관원 대부분이 참여하였으나 그는 불참하였다.
1619년(광해군 12년) 부사용(副司勇)이 되고, 부사용으로 비변사낭청을 겸하였다. 그러나 무낭청(武郞廳) 망(望)인 그가 파직되어 서용의 명을 받지 못해, 3월 25일 무신겸선전관(武臣兼宣傳官) 안응하(安應下)로 대신하였다.
1617년 7월 25일 종성부사가 자신의 후임자를 천거할 때 후임자의 물망에 올랐다. 1617년부터 1618년에 논의된 인목대비 폐비 논의에 조정 관원들이 참여했지만 그는 거절하고, 논의에 참여하지 않았다.

### 인조반정 이후
이후 선전관 등을 거쳐 1623년(광해군 15년) 3월 수문장으로 당일 숙직으로 있던 중 인조반정을 접하였다.
1623년(인조 1년) 5월 제주판관(濟州判官)으로 부임했다가, 이듬해인 1624년(인조 2년) 6월 포폄하로 면관되었다.
1625년에는 정사원종공신3등(靖社原從功臣三等)에 녹선되었다. 작자미상의 고서로 한국학중앙연구원에 소장중이며 1748년 3월 15일에 발행된 책 야승(野乘)에 의하면 그가 정사원종공신에 녹선된 이유는 당일선(當日先)이었다 한다.
제주판관을 거쳐 1626년 7월 18일 절충장군 행용양위부사과(折衝將軍行龍驤衛副司果), 인조 5년(1627년 12월 21일 전라좌도 수군절도사에 임명되었다. 1628년(인조 6) 6월 8일 사간원으로부터 사람됨이 분에 넘치는 짓을 하고 술주정을 일삼고 선한 일은 하나도 없고 군졸을 침학한다는 이유로 파직 탄핵을 받았지만, 인조가 풍문이라는 이유로 허용하지 않았다. 6월 9일 사간원에서 그의 면직을 상주하자 인조는 윤허한다고 했다가, 6월 10일 윤허하지 않는다고 뒤집었다. 그러나 그 해 6월 9일부터 사간원, 사헌부의 거듭된 탄핵 끝에 6월 12일 파직되었다. 1629년(인조 7) 5월 17일 절충장군 행용양위부호군(折衝將軍行龍驤衛副護軍), 8월 9일 절충장군 선전관(折衝將軍宣傳官) 등을 역임했다.
1630년(인조 8년) 10월 공청도 수군절도사(公淸道水軍節度使)로 부임하였다. 이때 인조는 그에게 결궁(結弓) 1개와 장피(獐皮) 5장을 내려주었다. 그 뒤 1631년(인조 9년) 5월 18일 공청도 수군절도사로 재직 중, 취중에 형장을 작성하고 술에 취해 남형을 하였으며 전선 방납에 물의를 일으켰다 하여 사헌부로부터 탄핵당하였다. 1634년(인조 12) 대구영장(大丘營將)이 되었다가, 그해 3월 수령이 자리를 비우자 수령을 대신하여 속오군(束伍軍) 근무 편성시 제멋대로 대임(代任)으로 정했다는 이유로, 종사관이 보고하여 도체찰사(都體察使)의 논핵을 당하기도 했다. 1635년 7월 전라좌도수군절도사가 되었으나 9월 9일 체직되었다.
1636년(인조 14) 7월 4일 사망하였다.

### 사후
그의 행적 기록은 오랫동안 사라졌었는데 조선왕조실록이 한글 국역되고, 승정원일기가 다시 한글로 국역화되면서 그의 행적이 일부 알려지게 되었다.
사후 증직이나 시호 여부는 미상이다. 묘소는 충청북도 홍주군 금곡, 현 충청북도 홍성군 홍동면 금당리(洪東面 金塘里)에 합장되었다. 그의 묘소 앞 계좌(癸坐)에는 종7대손 이유화(李惟樗)와 그의 후손들의 묘소가 있다.
그의 아들 이세구(李世龜)는 자녀가 없어서 그의 사촌 이경후의 손자이자 병사 증 참판 이흥우(李興雨)의 아들 이태망을 양자로 입양하였다.

## 가계
- 조부 이준헌(李遵憲, 통훈대부 갑산도호부사 갑신진병마첨절제사)
- 조모 전주이씨(全州李氏, 평안도병마절도사 이구침(李耉琛)의 딸), 수도군 덕생(守道君 德生)의 증손인 증 군산군 금손(群山君 金孫)의 딸
- 조모 평산신씨(平山申氏, 신직(申直)의 딸)
  - 백부 이귀남(李貴男)
  - 숙부 이덕남(李德男, 1557년 - 1592년 7월), 임진왜란 때 김화현감으로 전사
  - 숙부 이인남(李仁男, 1559년 - 1592년 음력 4월 28일), 임진왜란 때 남도우후로 충주 탄금대 전투에서 전사
  - 고모 : 우계이씨
  - 고모부 : 윤환, 윤근수의 아들
- 아버지 이복남(李福男, 1555년 6월 28일 ~ 1597년 8월 16일)
- 어머니 청주한씨(淸州韓氏, ? - ?, 한곤(韓梱)의 딸)
  - 형 이경보(李慶甫, 일본으로 끌려감)
  - 동생 이경수(李慶受), 삼촌 이인남의 양자로 출계
- 처 전주이씨(? - ?), 익안대군 이방의 8대손, 천읍군 이천(川邑君 李倩) 5대손 부사과 이정전(李廷王+全)의 딸
  - 아들 이세구(李世龜, 1614년 11월 10일 ~ 1697년 2월 8일)
  - 며느리 해주최씨(1613년 7월 17일 ~ 1725년 2월 29일), 찰방 최산휘의 딸
    - 양 손자 이태망(李台望, 1653년 9월 9일 ~ 1728년 9월 7일, 이경수의 손자, 이흥우의 아들)

  - 딸 우계이씨
  - 사위 이해일(李海一)
- 외조부 : 한곤(韓梱, ? - ?년 1월 5일, 본관은 청주), 한치형의 종증손
- 외조모 : 함열 남궁씨(咸悅南宮氏), 참판 남궁후(南宮厚)의 딸
  - 외삼촌 : 한덕원(韓德遠, 1550년 - 1630년 5월 28일)
  - 외삼촌 : 한덕구(韓德久)
  - 외삼촌 : 한덕수(韓德脩, 1562년 - 1641년)
- 장인 : 이정전(李廷銓, 1562년 ~ ?), 부사과, 익안대군 방의의 증손 천읍군 이천(川邑君 李倩) 5대손
- 장모 : 용인이씨(龍仁李氏), 함경북도우후 증 의정부좌찬성 이민덕(李敏德)의 딸

## 같이 보기
| - 이복남 - 이전 - 인조반정 - 이괄의 난 - 윤훤 - 이경보 - 정묘호란 - 이인남 | - 임진왜란 - 한덕수 - 이태망 - 원종공신 |

## 참고 문헌
- 광해군일기
- 인조실록
- 비변사등록
- 승정원일기
- 제주읍지
- 제주선생안
- 관풍안(觀風案)
- 제주읍지 관안(官案)
- "계축증광별시전시방목(癸丑增廣別試殿試榜目)", UC버클리 동아시아도서관(UC Berkeley East Asian Library) 소장본